# Academia de Muzică și Dans din Ierusalim
Academia de Muzică și Dans din Ierusalim (ebraică:האקדמיה למוסיקה ולמחול בירושלים Haakademia lemusika ulemakhol) este un institut de învățământ superior al artelor muzicale și dansului aflată la Ierusalim, în Israel. Ea este așezată pe colina Ghivat Ram în campusul Universității Ebraice.

## Istorie
Conservatorul de muzică din Ierusalim a fost înființat în august 1933 de către violonistul Emil Hauser, care i-a fost primul sau director. Soția sa, dr.Helena Kagan, pionieră a medicinii pediatrice în Palestina, a fost secretară de onoare a instituției între 1938-1946.
Ulterior școala a fost condusă de Yokheved Dostrovsky, pianistă care a emigrat în Palestina din Viena. După întemeierea Statului Israel, compozitorul israelian Yosef Tal a condus-o între anii 1948-1952.
În acea vreme lecțiile se țineau în Beit Hinukh Arlosoroff, o instituție școlară la colțul pieții Sion (Kikar Tzion) în centrul Ierusalimului. Când numărul studenților a crescut, școala s-a mutat în Casa Schmidt de pe Strada Hillel.
În anul 1958 Samuel Rubin, președintele Fondului Norman (în prezent Fondul Cultural America-Israel) a donat o sumă importantă pentru achiziționarea unei clădiri pe strada Smolenskin din cartierul Rehavia. Inaugurarea noului sediu al instituției, de acum denumită Academia de Muzică Rubin din Ierusalim, a avut loc în prezența ministrei Golda Meir, a primarului Teddy Kollek și a altor demnitari. 
În acelaș an s-a deschis Biblioteca Academiei de muzică, condusă vreme de 35 ani de către Claude Abravanel. Aici se află o colecție de cărți, jurnale, partituri, prime ediții etc precum și arhivele muzicii israeliene, create în 1988.
În 1959 Academia s-a extins într o clădire suplimentară, Beit Hillel de pe strada Balfour din Ierusalim
Începând din 1942 Edith Gerson-Kiwi, etnomuzicolog, specialistă în muzica etnică a comunităților evreiești orientale din Palestina, sau Eretz Israel,a predat aici istoria muzicii. Cu încurajarea lui Emil Hauser ea a înființat Arhiva fonografică a Institutului local de folclor și etnologie și o colectie de instrumente muzicale etnice.
În 1965 Hassia Levy-Agron, una din pionierele dansului în Israel, a înființat Facultatea de dans în cadrul academiei.
În anii 1984-1993 Academia a fost condusă de dirijorul Mendi Rodan.
Actualmente președintele (rectorul) Academiei de muzica și dans este compozitorul In'am Lif.

## Activitatea didactică

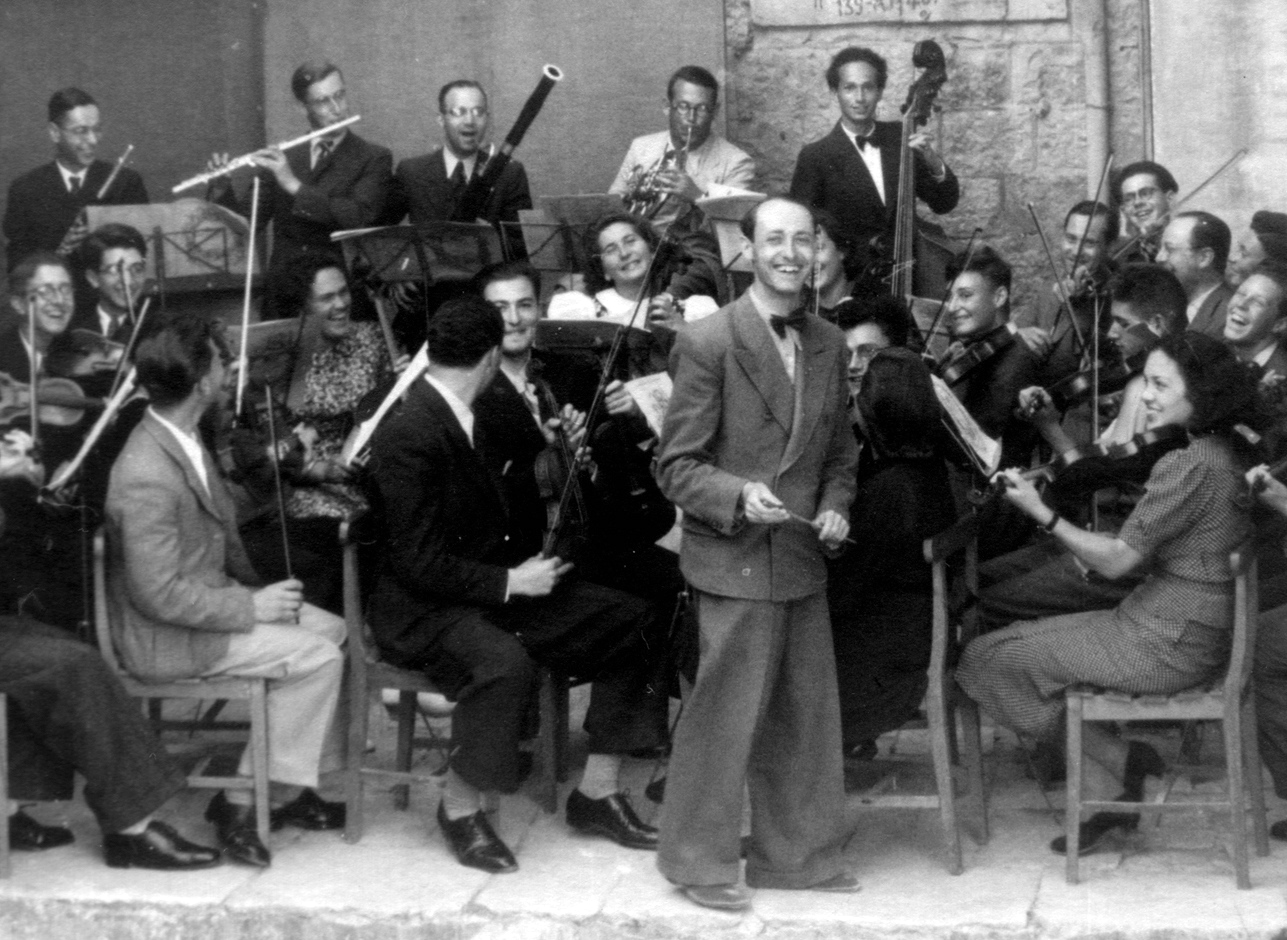
Compozitorul Yosef Tal (pe atunci Josef Grüntal) și orchestra Conservatorului de muzică al Palestinei în 1939

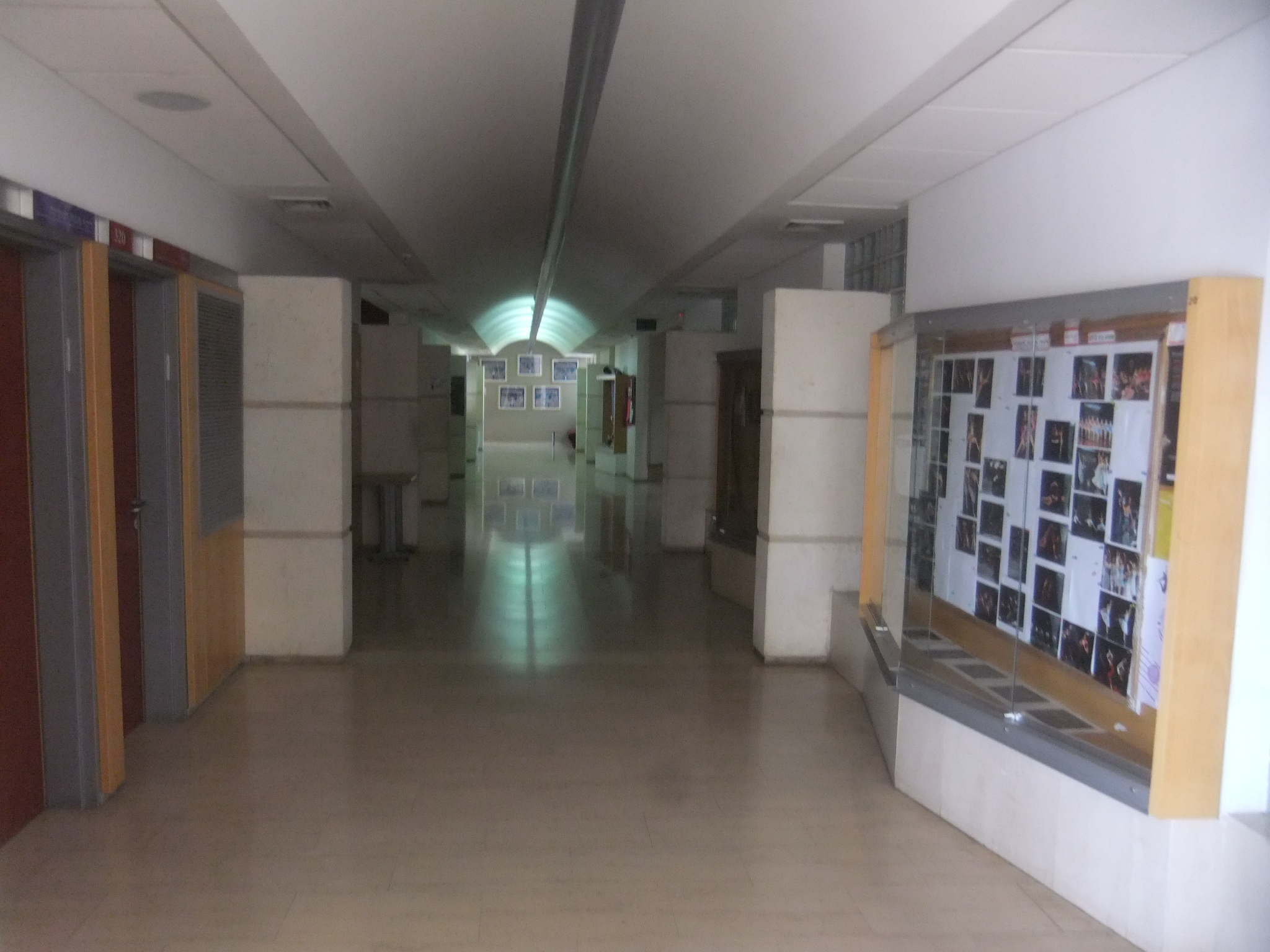
Academia de muzică și dans din Ierusalim. Imagine din interior

Academia cuprinde 4 facultăți, în care învață circa 800 studenți. Studiile pentru licență durează 4 ani, iar cele pentru masterat încă 2.
- Facultatea de arte ale interpretării muzicale are circa 300 studenți, focalizându-se pe muzica clasică instrumentală și vocală, de cameră și orchestrală.
- Facultatea de compoziție, arta dirijatului și pedagogie muzicală cuprinde, la rândul ei, două sectii: una de compoziție, arta dirijatului și teoria muzicii, și sectia de pedagogie muzicală, destinată formării de profesori de muzică în sistemul de învățământ formal - școli elementare și licee.
- Facultatea de dans, se axează pe creație și coregrafie, interpretare, mișcare și cercetare academică în domeniu, integrate cu studiile pentru diplome de profesori de dans.
- Facultatea interdisciplinară de muzică, înființată în anul 2000, cuprinde o secție de interpretare a muzicii de jazz. o sectie de creație interdisciplinară cu accentul pe compoziție, care integrează muzica și dansul, muzica și media vizuale, etc. o sectie de muzica orientală, înființată în 1997, care trezește un interes deosebit printre tinerii arabi, alături de cei evrei, precum și o secție de arta vocală pentru cântece din afara muzicii clasice.

Titlurile academice acordate sunt B.Mus., B.Ed.Mus, de asemenea B.Dance și M.A.Mus. acestea două din urmă cu participarea Universității ebraice din Ierusalim.

### Liceul
Pe lângă Academie funcționează și un liceu de muzică al Academiei, aflat în clădirea Younes și Soraya Nazarian, lângă sediul principal al Academiei în Ghivat Ram. Înființat la finele anilor 1960, liceul combină studiile generale cu specializarea în muzică și dans.

### Programele de vară
Academia organizează anual un program de două săptămâni denumit „Institutul Internațional de vară pentru muzica de coarde”

### Conservator pentru copii
Conservatorul oferă educație individuală și în grup în domeniul muzicii și dansului pentru copii care au împlinit vârsta de mai mult de cinci ani. Ei participa si la ateliere speciale și master classes predate de cadre didactice ale Academiei, și de instrumentiști experimentați, soliști sau membri ale unor ansambluri muzicale.

## Foști studenți
- Yael Bartana (n.1970) Artistă multimedia israeliană
- David Bižić (n.1975) Bariton sârbo-israelian
- David D'Or (n. 1965) cântăreț, compozitor și cantautor israelian
- Riki Guy  (n.1975) soprană lirică israeliană
- Nurit Hirsh (n.1942) compozitoare israeliană de muzica ușoară
- Gil Shaham (n.1971) violonist israelo-american
- Naomi Shemer (n.1930-2004) compozitoare și textieră israeliană de muzică ușoară
- Ilan Volkov (n. 1976) dirijor israelian
- Itzhak Yadid (n.1971) compozitor israelo-australian de muzică cultă și pianist de jazz

## Cadre didactice
- Haim Alexander, compozitor israelian
- Tzvi Avni, compozitor israelian
- Elisabeth Roloff, organistă germană
- Yosef Tal, compozitor israelian

în cursuri externe:
- Martha Graham, balerină și coregrafă americană
- Jenny Thourel, mezzosoprană americană